# Амірханян Араїк Хачікович
Амірханян Араїк Хачікович (нар. 2 жовтня 1981, Арташат Вірменської РСР, за іншими даними — Крижанівка Одеської області) — український бізнесмен, злочинець. Колишній громадянин України, громадянин Вірменії.

## Життєпис
2002—2007 — навчався в Харківському медичному університеті (ХДМУ), 2007-го отримав диплом Харківського університету ім. Каразіна.
Власник великої мережі будівельних компаній.
2013 року український Forbes називав Амірханяна одним з найбільших підрядників Укравтодору.
2015 року тодішній міністр інфраструктури Андрій Пивоварський повідомив, що голову Укравтодору Андрія Батищева було жорстоко побито у власному кабінеті. Раніше понад два десятки людей увірвалися до голови миколаївського Укравтодору, вимагаючи підписати акт із компанією Дорлідер про виконані роботи.
2017 року АМКУ наклав штраф у 37,75 млн грн за тендерні змови компаній Дорлідер, Південьдортех та Дорсервіс, що належать Араїку. Також їх внесли на три роки до «чорного списку» підприємств, яким заборонено брати участь у торгах. У червні 2019 року АМКУ знову оштрафував Дорлідер та Полтавабудцентр — майже на 16 млн грн.
1 квітня 2019 року Амірханян з сімома чоловіками увірвався до кабінету тодішнього голови підрозділу одеського Укравтодору Олега Вариводи, вимагаючи, щоб той переказав його компанії 100 млн грн. На той момент Амірханян був представником будівельної компанії Полтавабудцентр. Згідно з даними Вариводи, Амірханян вимагав грошей за незакінчені роботи з будівництва частини траси М-15 Одеса-Рені. Амірханян обіцяв тримати заступника Вариводи та двох інших підлеглих у кабінеті, поки ті не виконають оплату. Спецпідрозділ КОРД затримав Амірханяна з колегами, поліція вилучила у групи ножі та травматичні пістолети. 2 квітня Амірханяну оголосили підозру у скоєнні кримінального правопорушення. Але він залишився на свободі, адже суд відпустив його під особисте зобов'язання.
19 червня 2019 року Амірханян увірвався до приміщення Антимонопольного комітету, який тоді розглядав справу про змову компаній Дорлідер та Полтавабудцентр (які пов'язують з Амірханяном) на 17 тендерах та ухвалив рішення про штраф у 15,6 млн грн. Його затримали СБУ, а АМКУ та висунула йому звинувачення організації «механізму незаконного переправлення» людей з України до Росії через Крим, а також що він незаконно заволодів майном українських підприємств на суму майже 20 млн грн. 25 червня 2019 Амірханяна затримали за підозрою у фінансуванні підготовки повалення конституційного ладу. За даними слідства, підозрюваний перерахував 4 млн рос. рублів на рахунки «митних органів» тимчасової окупаційної влади Криму. У липні 2019 року Амірханяна випустили під заставу.
14 травня 2020 року Амірханян зробив чотири спроби «взяти штурмом» Укравтодор у Києві, щоби прорватися до голови Олександра Кубракова. Амірханяна та ще двох озброєних чоловіків зупиняла державна охорона.
27 жовтня 2020 року СБУ оголосила Амірханяна в розшук, місцем зникнення зазначили Париж.
У лютому 2021 року СБУ повідомила Амірханяну про підозру у справі про привласнення 500 млн грн бюджетних коштів. Затриманий бухгалтер компанії Миколаївбудцентр за вказівкою Амірханяна, пропонував хабар у $10 тис. чиновнику Державної фіскальної служби.
20 квітня 2021 року президент Зеленський позбавив Амірханяна українського громадянства, пояснивши це наявністю в нього вірменського паспорта.

## Відзнаки
Внесений до бази Миротворця.